# Championnat d'Équateur de football 2007
Navigation
Saison précédente Saison suivante
La saison 2007 du Championnat d'Équateur de football est la quarante-neuvième édition du championnat de première division en Équateur.
Dix équipes prennent part à la Série A, la première division. Le championnat est scindé en deux tournois, Ouverture et Clôture, qui détermine les qualifications pour la poule pour le titre (l'Hexagonal). Les deux tournois sont disputés sous la forme d'une poule unique, avec les trois premiers qualifiés pour l'Hexagonal. La relégation est déterminée par le classement cumulé des deux tournois. Cette année, pour permettre le passage de la Série A de 10 à 12 équipes, une seule équipe est reléguée et remplacée par les trois meilleures équipes de Série B, la deuxième division équatorienne.
C'est le LDU Quito qui est sacré à l'issue de la saison, après avoir terminé en tête de l'Hexagonal, avec sept points d'avance sur le Deportivo Cuenca et huit sur le Centro Deportivo Olmedo. C'est le 9e titre de champion d'Équateur de l'histoire du club. Le double tenant du titre, le Club Deportivo El Nacional, ne termine qu'à la 5e place de l'Hexagonal.

## Les clubs participants
| - Imbabura SC - Promu de Série B - Barcelona Sporting Club - Deportivo Quito - Club Sport Emelec - Club Deportivo El Nacional | - Centro Deportivo Olmedo - LDU Quito - Deportivo Cuenca - Club Social y Deportivo Macara - Deportivo Azogues |

## Compétition
Le barème de points utilisé pour déterminer les différents classements est le suivant :
- Victoire : 3 points
- Match nul : 1 point
- Défaite : 0 point

### Tournoi Ouverture

#### Classement
| Rang | Équipe                         | Pts | J  | G  | N | P  | Bp | Bc | Diff |
| ---- | ------------------------------ | --- | -- | -- | - | -- | -- | -- | ---- |
| 1    | Centro Deportivo Olmedo        | 37  | 18 | 11 | 4 | 3  | 27 | 15 | +12  |
| 2    | Deportivo Cuenca               | 32  | 18 | 10 | 2 | 6  | 26 | 19 | +7   |
| 3    | LDU Quito                      | 28  | 18 | 8  | 4 | 6  | 36 | 26 | +10  |
| 4    | Deportivo Azogues              | 28  | 18 | 8  | 4 | 6  | 26 | 26 | 0    |
| 5    | Club Deportivo El Nacional T   | 27  | 18 | 8  | 3 | 7  | 37 | 27 | +10  |
| 6    | Deportivo Quito                | 21  | 18 | 5  | 6 | 7  | 21 | 26 | -5   |
| 7    | Barcelona Sporting Club        | 20  | 18 | 5  | 5 | 8  | 19 | 28 | -9   |
| 8    | Imbabura SC P                  | 20  | 18 | 5  | 5 | 8  | 21 | 33 | -12  |
| 9    | Club Social y Deportivo Macará | 18  | 18 | 5  | 3 | 10 | 25 | 31 | -6   |
| 10   | Club Sport Emelec              | 18  | 18 | 4  | 6 | 8  | 23 | 30 | -7   |

|  | Qualification pour l'Hexagonal et pour la Copa Sudamericana 2007 |
|  | Qualification pour l'Hexagonal                                   |
|  | T : Tenant du titre P : Promu de Série B                         |

- Les trois premiers reçoivent un bonus respectif de 3,2 et 1 point au démarrage de la Liguilla.

### Tournoi Clôture

#### Classement
| Rang | Équipe                         | Pts | J  | G  | N | P | Bp | Bc | Diff |
| ---- | ------------------------------ | --- | -- | -- | - | - | -- | -- | ---- |
| 1    | LDU Quito                      | 33  | 18 | 10 | 3 | 5 | 28 | 11 | +17  |
| 2    | Club Deportivo El Nacional T   | 32  | 18 | 9  | 5 | 4 | 24 | 18 | +6   |
| 3    | Deportivo Quito                | 29  | 18 | 9  | 2 | 7 | 22 | 15 | +7   |
| 4    | Club Sport Emelec              | 26  | 18 | 8  | 2 | 8 | 23 | 21 | +2   |
| 5    | Deportivo Azogues              | 24  | 18 | 7  | 3 | 8 | 20 | 25 | -5   |
| 6    | Barcelona Sporting Club        | 24  | 18 | 7  | 3 | 8 | 19 | 25 | -6   |
| 7    | Centro Deportivo Olmedo        | 22  | 18 | 5  | 7 | 6 | 13 | 15 | -2   |
| 8    | Club Social y Deportivo Macará | 21  | 18 | 5  | 6 | 7 | 21 | 25 | -4   |
| 9    | Deportivo Cuenca               | 19  | 18 | 5  | 4 | 9 | 22 | 25 | -3   |
| 10   | Imbabura SC P                  | 19  | 18 | 4  | 7 | 7 | 18 | 30 | -12  |

|  | Qualification pour l'Hexagonal et pour la Copa Sudamericana 2008 |
|  | Qualification pour l'Hexagonal                                   |
|  | T : Tenant du titre P : Promu de Série B                         |

- Les trois premiers reçoivent un bonus respectif de 3,2 et 1 point au démarrage de la Liguilla.

#### Classement cumulé
Un classement cumulé est établi en ajoutant les résultats obtenus lors des deux tournois; il permet de déterminer le sixième qualifié pour l'Hexagonal, le LDU Quito ayant terminé à deux reprises parmi les trois premiers. 
| Rang | Équipe                         | Pts | J  | G  | N  | P  | Bp | Bc | Diff |
| ---- | ------------------------------ | --- | -- | -- | -- | -- | -- | -- | ---- |
| 1    | LDU Quito                      | 61  | 36 | 18 | 7  | 11 | 64 | 37 | +27  |
| 2    | Club Deportivo El Nacional T   | 59  | 36 | 17 | 8  | 11 | 61 | 45 | +16  |
| 3    | Centro Deportivo Olmedo        | 59  | 36 | 16 | 11 | 9  | 40 | 30 | +10  |
| 4    | Deportivo Azogues              | 52  | 36 | 15 | 7  | 14 | 46 | 51 | -5   |
| 5    | Deportivo Cuenca               | 51  | 36 | 15 | 6  | 15 | 48 | 44 | +4   |
| 6    | Deportivo Quito                | 50  | 36 | 14 | 8  | 14 | 43 | 41 | +2   |
| 7    | Club Sport Emelec              | 44  | 36 | 12 | 8  | 16 | 46 | 51 | -5   |
| 8    | Barcelona Sporting Club        | 44  | 36 | 12 | 8  | 16 | 38 | 53 | -15  |
| 9    | Club Social y Deportivo Macará | 39  | 36 | 10 | 9  | 17 | 46 | 56 | -10  |
| 10   | Imbabura SC P                  | 39  | 36 | 9  | 12 | 15 | 39 | 63 | -24  |

|  | Qualification assurée pour l'Hexagonal                           |
|  | Qualification pour l'Hexagonal par le biais du classement cumulé |
|  | Relégation directe en Série B                                    |
|  | T : Tenant du titre                                              |

### Hexagonal
| Rang | Équipe                          | Pts | J  | G | N | P | Bp | Bc | Diff |
| ---- | ------------------------------- | --- | -- | - | - | - | -- | -- | ---- |
| 1    | LDU Quito +4                    | 27  | 10 | 7 | 2 | 1 | 13 | 4  | +9   |
| 2    | Deportivo Cuenca +2             | 20  | 10 | 4 | 6 | 0 | 12 | 5  | +7   |
| 3    | Centro Deportivo Olmedo +3      | 19  | 10 | 4 | 4 | 2 | 9  | 5  | +4   |
| 4    | Deportivo Azogues               | 14  | 10 | 4 | 2 | 4 | 8  | 8  | 0    |
| 5    | Club Deportivo El Nacional +2 T | 8   | 10 | 1 | 3 | 6 | 10 | 18 | -8   |
| 6    | Deportivo Quito +1              | 5   | 10 | 1 | 1 | 8 | 6  | 18 | -12  |

|  | Qualification pour la Copa Libertadores 2008                         |
|  | Qualification pour le tour préliminaire de la Copa Libertadores 2008 |
|  | T : Tenant du titre                                                  |

## Bilan de la saison
| Championnat d'Équateur de football 2007 |                                             |
| Champion                                | LDU Quito (9e titre)                        |
| Qualifications continentales            |                                             |
| Copa Libertadores 2008                  | LDU Quito                                   |
| Copa Libertadores 2008                  | Deportivo Cuenca                            |
| Copa Libertadores 2008                  | Centro Deportivo Olmedo (tour préliminaire) |
| Copa Sudamericana 2007                  | Centro Deportivo Olmedo                     |
| Copa Sudamericana 2008                  | LDU Quito                                   |
| Promotions et relégations               |                                             |
| Promus en Série A                       | CDU Católica del Ecuador                    |
| Promus en Série A                       | Club Deportivo Espoli                       |
| Promus en Série A                       | CDT Universitario                           |
| Relégués en Série B                     | Imbabura SC                                 |